# Weinmannia sylvicola
Weinmannia sylvicola är en tvåhjärtbladig växtart som beskrevs av Soland. och Allan Cunningham. Weinmannia sylvicola ingår i släktet Weinmannia och familjen Cunoniaceae. Utöver nominatformen finns också underarten W. s. betulina.